# Програма компанії SpaceX щодо колонізації Марса

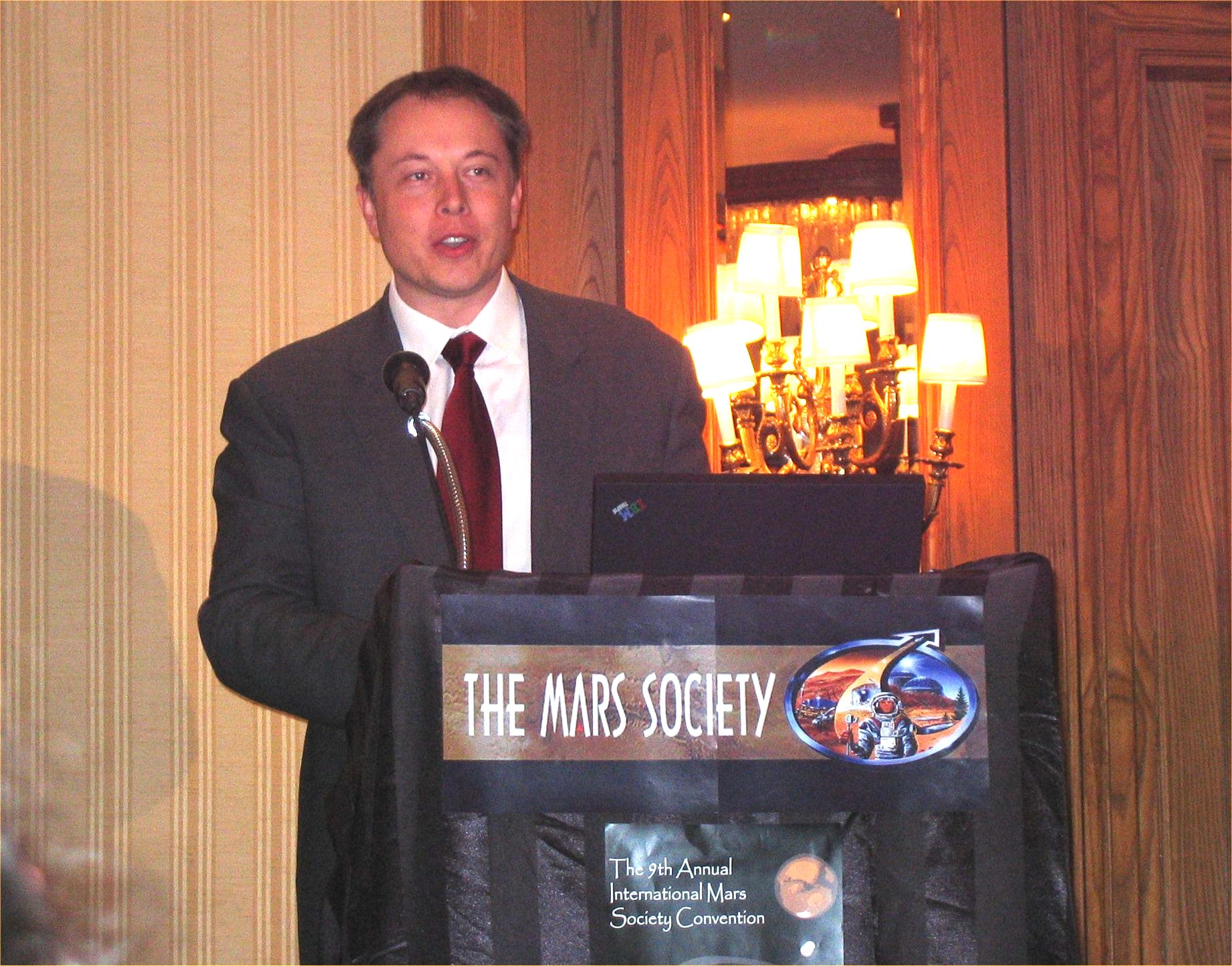
Ілон Маск у 2006 році на конференції «Марсіанського товариства». Перед заснуванням SpaceX у 2002 році Маск висловлював зацікавленість у місіях на Марс і короткий час був членом ради директорів «Марсіанського товариства».

Програма компанії SpaceX щодо колонізації Марса — мета, яку поставила перед собою компанія SpaceX і, зокрема, її засновник Ілон Маск: доставити людей жити на Марс. В англомовних джерелах програма також відома під назвою Occupy Mars.
План полягає у створенні великого самодостатнього поселення та демократичної автономної колонії на Марсі. Мотивацією для цього є переконання, що колонізація Марса перетворить людство на багатопланетний вид, тим самим забезпечивши довгострокове виживання людства у разі його вимирання на Землі. Колонізація має бути здійснена за допомогою масово вироблюваних багаторазових надпотужних ракет-носіїв Starship, які називають «Святим Граалем ракетобудування» для позапланетної колонізації.
Плани колонізації Марса отримали як схвальні відгуки, так і критику. Їх підтримує суспільний інтерес до виходу людини поза межі Землі та прагнення подовжити життя людства як виду, але водночас висловлюються сумніви щодо їх реалістичності, способів реалізації та можливості життя земля на Марс.

## Історія
Ілон Маск, засновник SpaceX, ще з 2001 року згадував колонізацію Марса в Марсіанському товаристві. У 2007 році Маск публічно заявив про свою особисту мету: зрештою дати людям можливість досліджувати Марс і поселитися на ньому. SpaceX заявила, що її метою є колонізація Марса для забезпечення довгострокового виживання людства. З 2000-х і початку 2010-х років SpaceX пропонувала різні методи досягнення Марса, зокрема використання космічних буксирів.

### Red Dragon
Red Dragon — концепція, у рамках якої модифікований космічний корабель Dragon 2 мав використовуватися як недорогий посадковий модуль. Розроблялася у 2011—2017 роках. Згідно з концепцією, Dragon 2 мала запускати ракета Falcon Heavy, а приземлятися він мав за допомогою гальмівної ракети SuperDraco. Оснастити корабель парашутами було б неможливим без його значної модифікації.

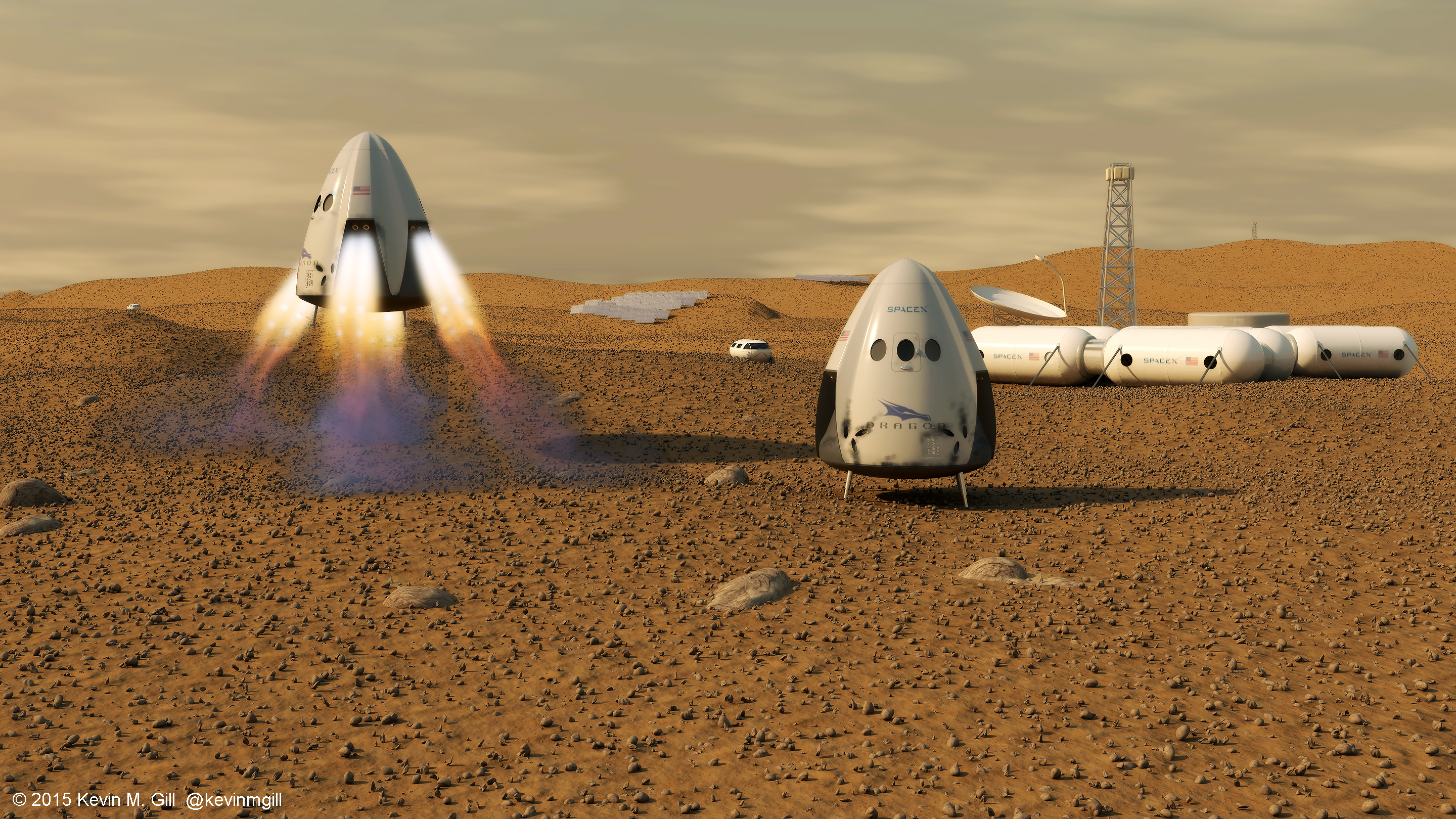
Художнє зображення двох капсул Red Dragon на Марсі поруч із форпостом

У 2011 році компанія SpaceX планувала використовувати Red Dragon для 13-го польоту за програмою «Діскавері», запланованого на 2022 рік, але план так і не був поданий.
У 2014 році Red Dragon пропонували як недорогий для НАСА спосіб отримати зразки марсіанського ґрунту до 2021 року. Капсула Red Dragon мала бути оснащена системою для повернення на Землю зразків, зібраних на Марсі. НАСА не забезпечила фінансування розвитку цієї концепції.
У 2016 році SpaceX планувала запустити два апарати Red Dragon на Марс у 2018 році, а НАСА замість фінансування мало надати технічну підтримку.
У 2017 році концепцію Red Dragon було скасовано; натомість компанія вирішила спрямувати свої зусилля на розробку набагато більшого космічного корабля Starship.

### Starship

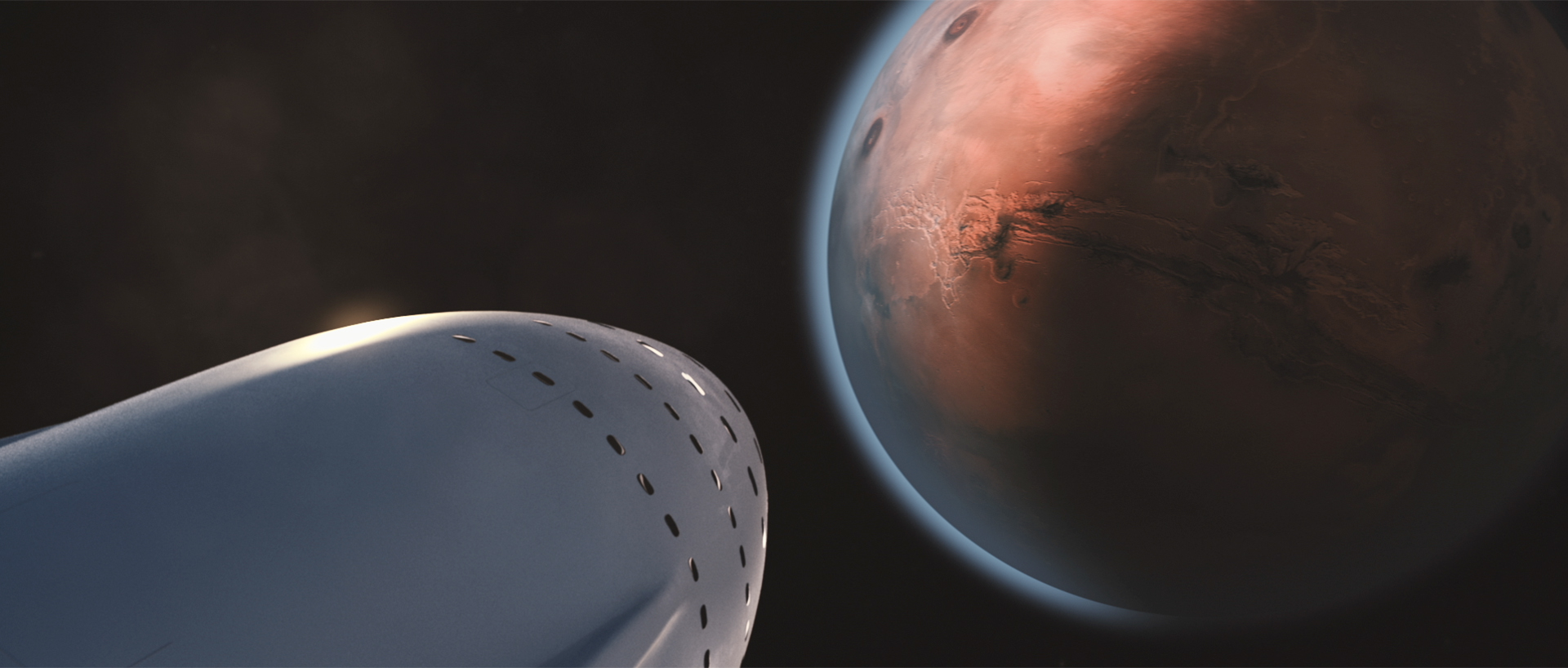
Створена компанією SpaceX візуалізація Міжпланетної транспортної системи, яка наближається до Марса.

Уперше поточний план компанії був офіційно представлений у 2016 році на Міжнародному конгресі астронавтики разом із повністю багаторазовою ракетою-носієм — Міжпланетною транспортною системою (Interplanetary Transport System). Пізніше ракету-носій перейменували на Starship; її розробка продовжується.
У 2024 році в рамках програми розробки компанія пройшла кілька важливих етапів. Під час третього випробувального польоту ракета вперше вийшла на заплановану траєкторію, а під час четвертого обидва ступені ракети вперше здійснили контрольоване приводнення після запуску.
7 вересня 2024 року SpaceX оголосила, що до 2026 року запустить перші безпілотні місії Starship на Марс, скориставшись їх вдалим взаємним розташуванням. Планувалося відправити до Марса п'ять кораблів Starship, і Ілон Маск заявив у соціальній мережі X, що ці місії будуть спрямовані на тестування можливості надійної посадки кораблів Starship на Марс без пошкоджень. Якщо місії виявляться успішними, протягом приблизно чотирьох років компанія почне пілотовані польоти на Марс.
29 травня 2025 року Ілон Маск представив оновлену інформацію про марсіанську програму SpaceX. Він заявив, що компанія планує запустити місію на Марс у 2026—2027 роках і що точні терміни залежатимуть від успішної демонстрації можливостей дозаправлення на орбіті. Маск оцінив ймовірність готовності до цього терміну на 50 %. Якщо цей термін буде пропущено, SpaceX планує спробувати запустити місію пізніше, а загальний графік буде змінено на два роки. Маск окреслив графік запусків у разі успішної місії 2026—2027 років, який включає приблизно 20 місій протягом 2028—2029 років, 100 місій протягом 2030—2031 років і до 500 місій до 2033 року.

## Склад

### Цілі
Ще у 2007 році Ілон Маск висловив свою особисту мету: урешті-решт зробити можливим дослідження Марса і створення поселення на ньому.
Компанія SpaceX заявила, що її метою є колонізація Марса для забезпечення довгострокового виживання людства шляхом перетворення на мультипланетну цивілізацію.

### Система запуску

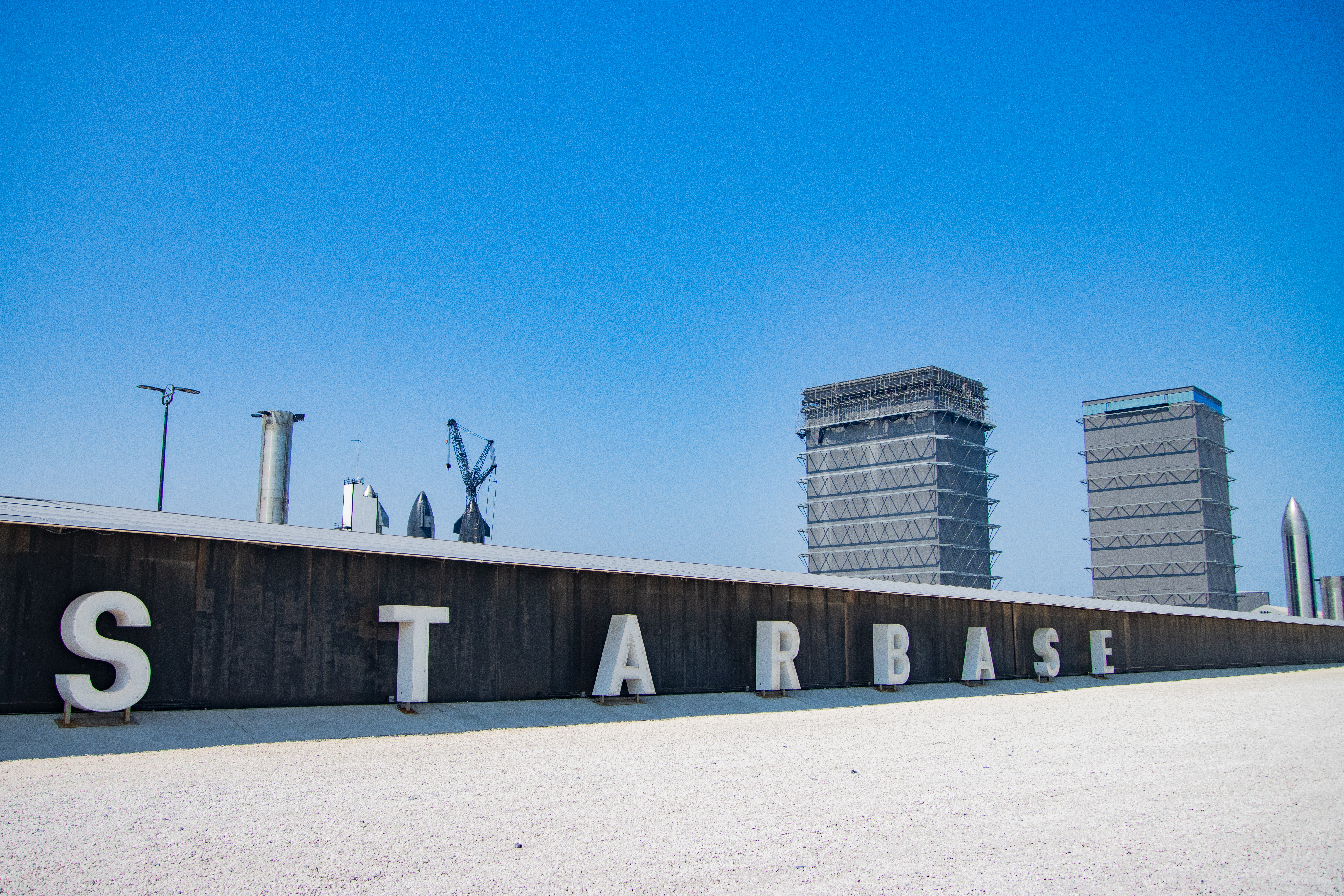
Надважка ракета-носія SpaceX Starship на стартовому майданчику Стартового комплексу SpaceX на півострові в дельті Ріо-Гранде в Мексиканській затоці.

У 2014 році SpaceX розпочала будівництво об'єкта під назвою Starbase, а згодом і заводу Starfactory на раніше заселеному і дикому півострові Бока-Чіка (Техас) в дельті річки Ріо-Гранде в Мексиканській затоці з метою побудувати й запустити повністю багаторазову надважку ракету-носій Starship. Багаторазовість використання ракети значно знизить витрати на запуск, що дасть змогу швидко проводити міжполітне технічне обслуговування. Передбачалося, що після введення в експлуатацію Starship зможе доставляти на Марс колоністів-людей. Маск заявив, що запуск Starship на орбіту, який протягом 2–3 років коштуватиме 10 млн дол., поступово знижуватиметься, врешті-решт коштуючи 2 млн дол.. Завод Starfactory з часом будуватиме Starship зі швидкістю один корабель на день.
Ракета складається з двох ступенів: першого — надважкого носія, та другого — космічного корабля Starship, які працюють на двигунах Raptor і Raptor Vacuum. Обидва ступені виготовлені з неіржавної сталі. Паливом для двигунів Raptor було обрано метан, оскільки він відносно недорогий, утворює мало сажі порівняно з іншими вуглеводнями і може бути отриманий на Марсі з вуглекислого газу атмосфери та водню за допомогою реакції Сабатьє. У двигунах цієї серії для основної камери згоряння використовується новий металевий сплав, здатний витримувати тиск 300 бар (4400 psi), що є найвищим показником серед усіх сучасних двигунів. У майбутньому планується запустити їх у серійне виробництво; вони коштуватимуть близько 230 тис. дол. за двигун, або 100 доларів за кілоньютон тяги.

### Перші польоти

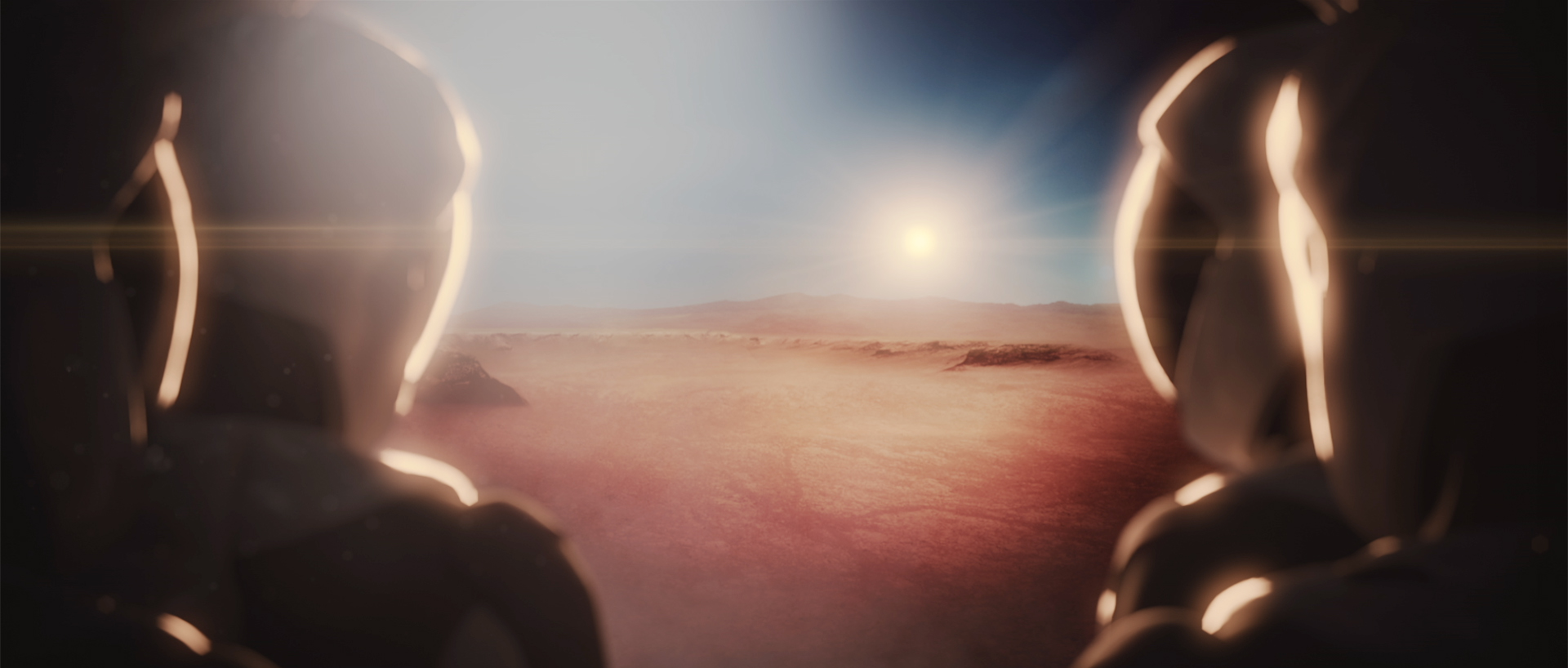
Сцена з астронавтами на Марсі в презентації IAC 2016 року: четверо астронавтів дивляться на Марс.

Ілон Маск заявив, що найраніше можливе приземлення Starship на Марсі могло б відбутися у 2022 році, а пілотована місія на Марс — не раніше 2029 року. Ранні польоти на Марс, здійснювані компанією SpaceX, включатимуть невеликі флоти космічних кораблів Starship, фінансуються в рамках публічно-приватного партнерства.
Компанія SpaceX заявила, що планує побудувати на Марсі базу для екіпажу, яка згодом має перетворитися на самодостатню колонію. Перш ніж на Марс полетять люди, потрібно буде здійснити низку вантажних місій, щоб доставити туди обладнання, матеріали для побудови житла і запаси. Першим поселенцям буду потрібні «машини для виробництва добрив, метану та кисню з азоту й вуглекислого газу атмосфери Марса і його підповерхневого льоду», а також будівельні матеріали для спорудження прозорих куполів для вирощування сільськогосподарських культур.Станом на вересень 2024 року SpaceX планувала запустити на Марс п'ять безпілотних кораблів Starship під час наступного вікна перельоту Земля — Марс у 2026 році.
Плани Маска щодо першої пілотованої місії на Марс передбачають, що її екіпаж складатиметься приблизно з 12 осіб, а її метою буде «будівництво й налагодження роботи заводу з виробництва палива та енергосистеми Mars Base Alpha», а також створення «початкової бази».
Компанія планує синтезувати метан із підповерхневої води та атмосферного вуглекислого газу за допомогою реакції Сабатьє — Сандерана, що дасть змогу виробити достатню кількість палива для зворотного польоту, а також використовувати подібні технології на Землі для створення вуглецевонейтрального палива.

### Заселення Марса

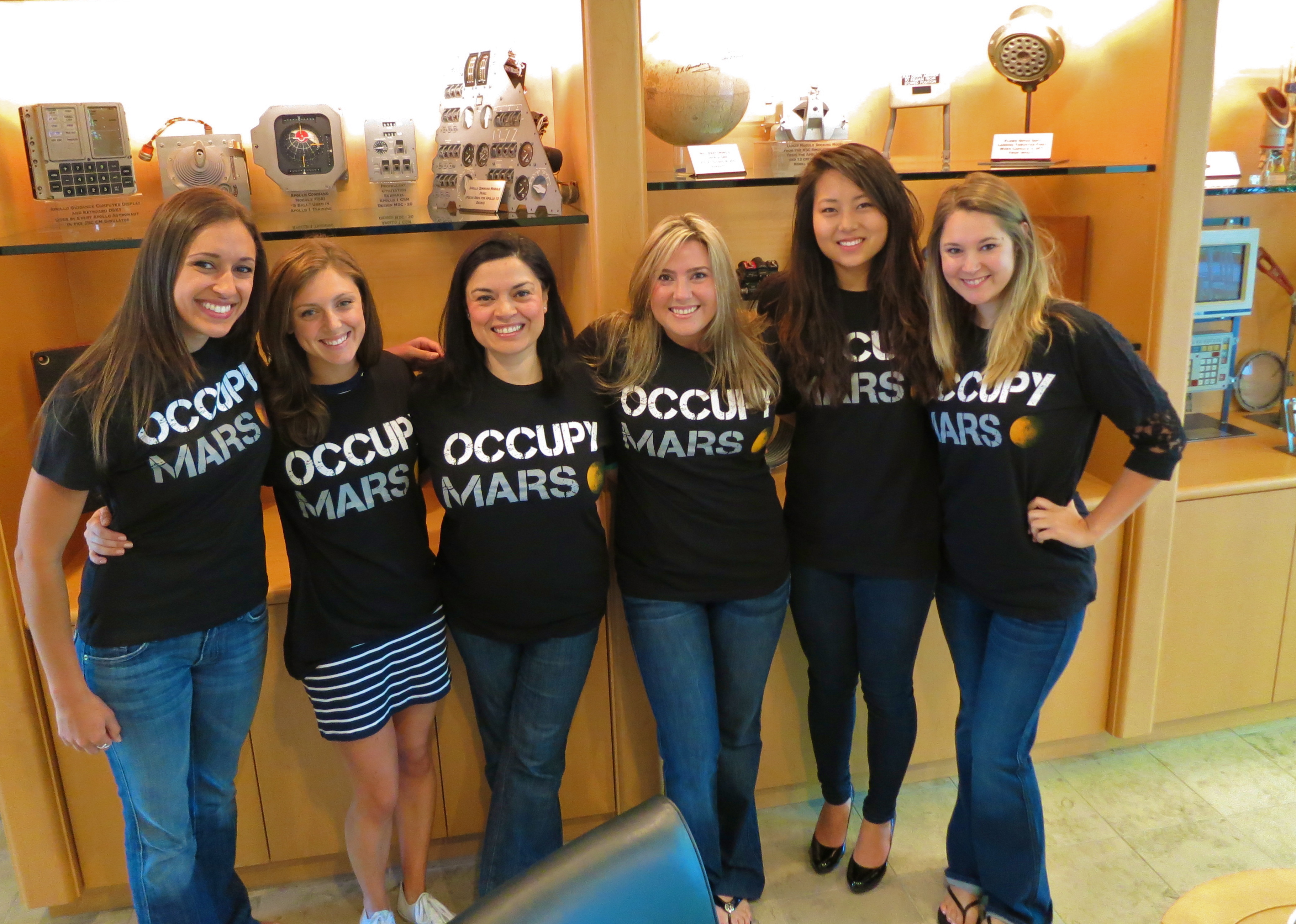
Співробітники компанії SpaceX у футболках із написом Occupy Mars («Заселяйте Марс»). Ілон Маск, представляючи колонізаційний підхід SpaceX, зазначив, що перебіг колонізації залежатиме від того, чи багато людей зможуть пристосуватися до суворих умов життя на Марсі.

SpaceX сподівається почати відправлення колоністів після того, як вдасться створити інфраструктуру на Марсі та здешевити запуски з Землі. Маск припустив, що після кількох перших пілотованих посадок на Марс кількість людей, готових летіти на Марс, швидко зросте. Графік колонізації Марса, запропонований Маском, передбачає першу пілотовану місію у 2029 році, а створення самодостатньої колонії — до 2050-го.
Успішна колонізація, яка передбачає перебування людей на Марсі протягом багатьох десятиліть, урешті-решт вимагатиме участі великої кількості економічних суб'єктів, а не тільки компанії SpaceX. У 2024 році Ілон Маск заявив, що можливість використання місцевих ресурсів на Марсі буде критично важливою для створення самодостатньої колонії і що SpaceX має намір розвинути самодостатність колонії протягом «семи-дев'яти років». Поточні пропозиції включають вилучення вуглекислого газу (CO2) з марсіанської атмосфери та розщеплення його на складові. Це передбачатиме використання кисню (O2) і метану (CH4) для виробництва палива, а також кисню на додаток до молекулярного азоту (N2), другого за поширеністю газу в атмосфері Марса, для утворення повітря для дихання в житлових приміщеннях.
Метою програми є перевезти на Марс мільйон людей на 1000 космічних кораблів, які запускатимуться приблизно кожні 26 місяців під час марсіанських стартових вікон. Переліт триватиме від 80 до 150 днів, у середньому приблизно 115 днів (для дев'яти синодичних періодів, що відбуваються між 2024 і 2041 роками).

## Сприйняття
Технічні досягнення компанії SpaceX і зростання популярності Ілона Маска в 2010-х роках, а ще більше в 2020-х, викликають дедалі більший інтерес до колонізації Марса людьми — як серед її прихильників, так і серед противників.

### Підтримка

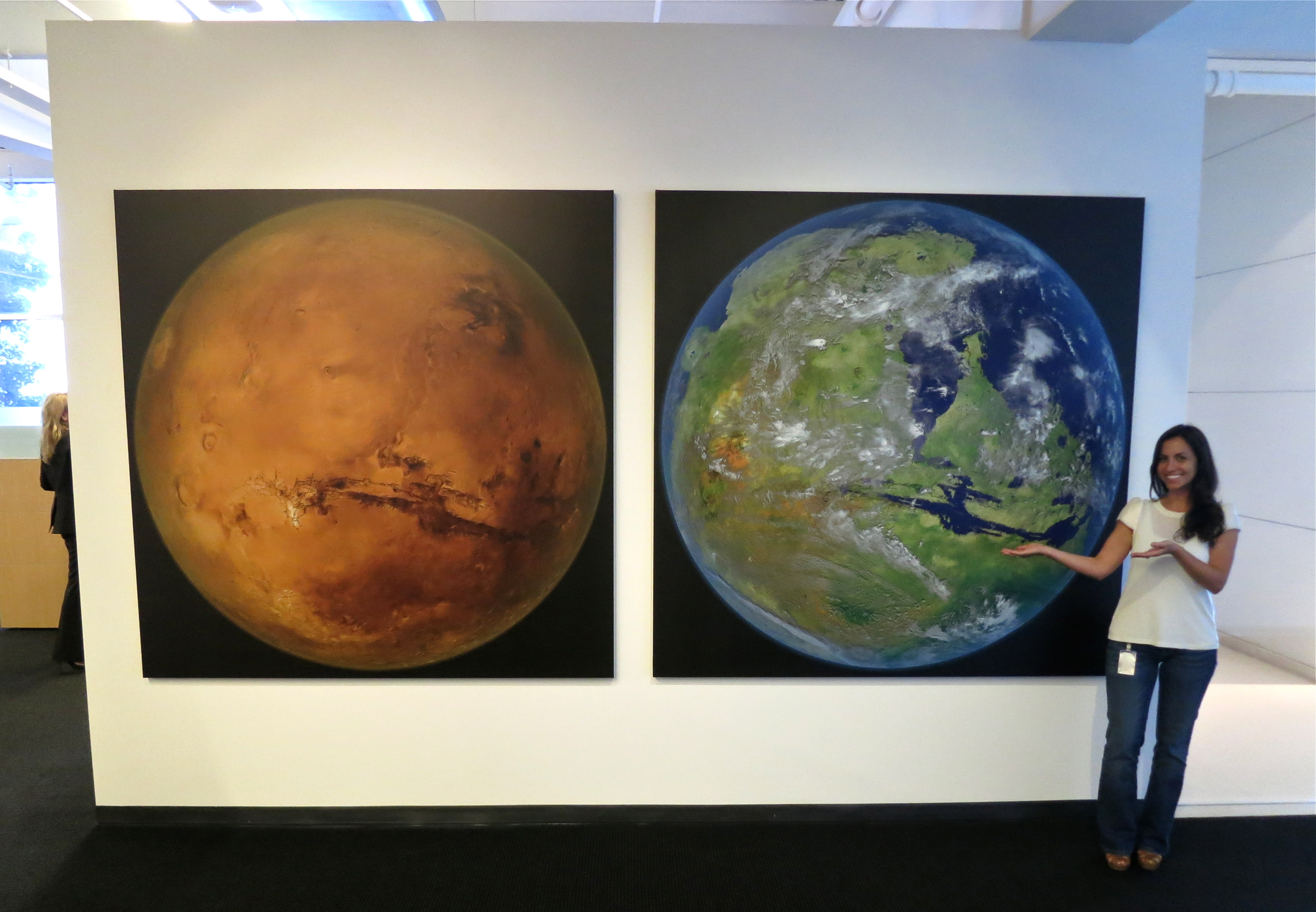
«Ми приносимо вам Марс» (We bring you Mars) — реконструкція тераформованого Марса в штаб-квартирі компанії SpaceX.

Деякі експерти, як-от Роберт Зубрін, підтримують цю ідею. На Марсі є водяний лід у вигляді багаторічної мерзлоти та льодовиків, а також інші ресурси in situ, як-от вуглекислий газ та азот. На думку Зубріна, зниження вартості запусків кораблів Starship здатне перетворити космічні дослідження на прибуткові, що дасть змогу досягти значних успіхів у медицині, комп'ютерній техніці й матеріалознавстві,  а це, своєю чергою, зробить видобуток корисних копалин прибутковим, а космічну економіку й колонізацію — практичними.
Інші експерти, як-от Саул Зімет (Saul Zimet), висловили рішучу підтримку цій концепції, виходячи з того, що технологічні розробки, здійснені у процесі колонізації Марса, стануть у пригоді й на Землі.

### Критика
Плани SpaceX щодо колонізації Марса критикували з погляду етики і технічної реалізованості. Висловлювалися побоювання, що поселення людей на Марсі відверне увагу від вирішення проблем на Землі, які також можуть стати проблемами і на Марсі, адже плани щодо Марса завжди спираються на плани щодо Землі. Джефф Безос, засновник компанії Blue Origin, одного з конкурентів SpaceX у галузі комерційних космічних польотів, агітував приділяти зусилля насамперед перенесенню важкої промисловості з поверхні Землі на низьку навколоземну орбіту (ННО), а не колонізації Марса. У прагненні компанії SpaceX до створення позаземного поселення деякі люди вбачають продовження колоніалістських настроїв. Захаан Бармал (Zahaan Barhmal) із газети «Гардіан» стверджує, що наслідки створення поселень на Марсі не проаналізовані ґрунтовно.
Висловлювалися думки про те, що окрему проблему становитимуть фізичні й соціальні наслідки тривалого виживання на поверхні Марса. Колишній президент США Барак Обама заявив, що постійне життя на Марсі може виявитися навіть складнішим, ніж життя на Землі «після ядерної війни»; інші вказали, що в разі потреби Земля та підземні укриття на ній здатні забезпечити кращі умови та захист для більшої кількості людей. Британський космолог, астрофізик і королівський астроном Великої Британії Мартін Ріс назвав колонізацію Марса «небезпечною ілюзією». Ілон Маск заявив, що перебування на Марсі дійсно буде небезпечним для життя починанням, яке воно того варте. Згаданий вище Захаан Бармал із «Гардіана» стверджує, що дослідження Марса краще здійснювати за допомогою роботів, які вже довели свою корисність; пілотовані ж місії будуть занадто дорогими, небезпечними й нудними.
Плани SpaceX щодо марсіанської програми критикували як надто амбітні через невизначеність щодо фінансування та через те, що вони стосуються здебільшого транспортування на Марс, а не створення функціональної колонії на ньому. Станом на липень 2019 року SpaceX не пояснила своїх планів щодо систем життєзабезпечення космічного корабля та захисту від радіації, а також щодо використання ресурсів після висадки колоністів. Джордж Дворський, який пише для онлайн-видання Gizmodo, охарактеризував запропонований Маском графік колонізації Марса як «надзвичайно непродуманий» і «чисту фантазію».

## Юридичні аспекти
Компанія SpaceX має намір розробити закони, які регулюватимуть життя колонії на Марсі, виходячи з принципу самовизначенні та спираючись на пряму демократію (замість представницької). Почасти такий підхід реалізований в угоді про умови та послуги для індивідуальних користувачів системи Starlink компанії SpaceX, де зазначено:
Сторони визнають Марс вільною планетою і те, що жоден уряд Землі не має влади або суверенітету над діяльністю на Марсі.
Натомість міжнародне космічне право проголошує космос «власністю всього людства» і виходить із того, що Марс не може бути об'єктом власності. У певних аспектах його правовий статус нагадує правовий статус міжнародних вод на Землі. Крім того, вважається, що діяльність колонізаторів-технократів, які намагаються встановити режитм прямої демократії і забезпечити правове врегулювання життя різноманітного населення, наштовшхнеться на низку труднощів.